# Avenida Cantabria (Burgos)
La avenida Cantabria es una de las principales vías de la ciudad de Burgos, ciudad que vertebra transversalmente de sur a norte. Inicialmente construida como travesía que circunvalaba la zona histórica de la ciudad, era el inicio de las carreteras nacionales  N-623  y  N-627 . Se construyó a la vez que la  BU-11  para dar continuidad entre sur, dirección Madrid, y el norte, dirección Santander.
Esta vía estaba prevista en el Plan de Ensanche de Paz Maroto, donde se denominaba «avenida Transversal», que conectaba la vía de Ronda con la salida a Santander. Ya en el plan estaba previsto su cruce con la avenida del Norte (actuales avenidas de La Paz y de Castilla y León) en la plaza del Norte (glorieta de Bilbao) y con la avenida del Vena (actual avenida de los Reyes Católicos).
Anteriormente denominada «avenida General Vigón», su nombre fue cambiado por el actual durante el mandato del alcalde socialista Ángel Olivares, cuando el ayuntamiento realizó el cambio de varias calles con nombres franquistas.
Fue reformada en el año 2014, cuando se ejecutaron las obras del convenio de conversión de la travesía en calle municipal, en las cuales se renovó el mobiliario urbano y el suelo de la acera oeste, se ensanchó el carril exterior de cada sentido, se reasfaltó la calzada, se reformaron las paradas de autobús y se corrigió el funcionamiento de la glorieta de Bilbao.
La línea 13 del Servicio de Autobuses Urbanos de Burgos, que conecta Gamonal con el Hospital, recorre gran parte de la avenida con frecuencias de 30 minutos.